# Jhasmani Campos
Jhasmani Campos Dávalos (* 10. Mai 1988 in Santa Cruz de la Sierra) ist ein bolivianischer Fußballspieler.

## Karriere

### Verein
Das Fußballspielen lernte Jhasmani Campos Dávalos auf der Tahuichi Academy in Santa Cruz de la Sierra und bei Grêmio Porto Alegre in Brasilien. Seinen ersten Vertrag unterschrieb er in Bolivien bei Oriente Petrolero in Santa Cruz de la Sierra. Bis 2011 spielte er 152 Mal für den Club und schoss dabei 30 Tore. 2011 wechselte er nach La Paz zu Club Bolívar. Hier stand er 73 Mal auf dem Spielfeld und erzielte 18 Tore. 2013 bis 2014 wurde er nach Katar zum Muaither SC ausgeliehen. Der Verein ist in Muaither beheimatet und spielte in der Qatar Stars League, der höchsten Liga des Landes. Ebenfalls per Ausleihe ging er 2014 nach Saudi-Arabien, wo er für al-Orobah FC spielte. Der Verein spielte in der zweiten Liga, der Saudi Second Division. 2015 wechselte er nach Kuwait zum in der Kuwaiti Premier League spielenden Kazma SC. 2016 ging er wieder in seine Heimat und schloss sich den Sport Boys Warnes an. Nach 18 Spielen und sieben Toren in der Liga de Fútbol Profesional Boliviano ging er 2017 nach Asien und unterschrieb einen Vertrag beim thailändischen Erstligisten Bangkok Glass. In Bangkok war er Stammspieler und bestritt 31 Spiele. Nach nur einer Saison wechselte er wieder nach Bolivien, wo er bis Ende Januar 2021 für den Club The Strongest unter Vertrag stand. Anschließend ging er zu Real Santa Cruz und ein Jahr später wechselte Campos zum Club Independiente Petrolero.

### Nationalmannschaft
2007 lief Jhasmani Campos Dávalos viermal für die bolivianische U-20-Nationalmannschaft auf und schoss dabei zwei Tore. Von 2007 bis 2020 absolvierte er 55 Spiele für die A-Nationalmannschaft Boliviens und traf dabei fünf Mal. Sein Debüt gab er dort am 28. März 2007 in einem Freundschaftsspiel gegen Südafrika (1:0).

## Erfolge
- Bolivianischer Meister: Clausura 2010, Clausura 2013, Clausura 2015